# Recol·lectora de patates

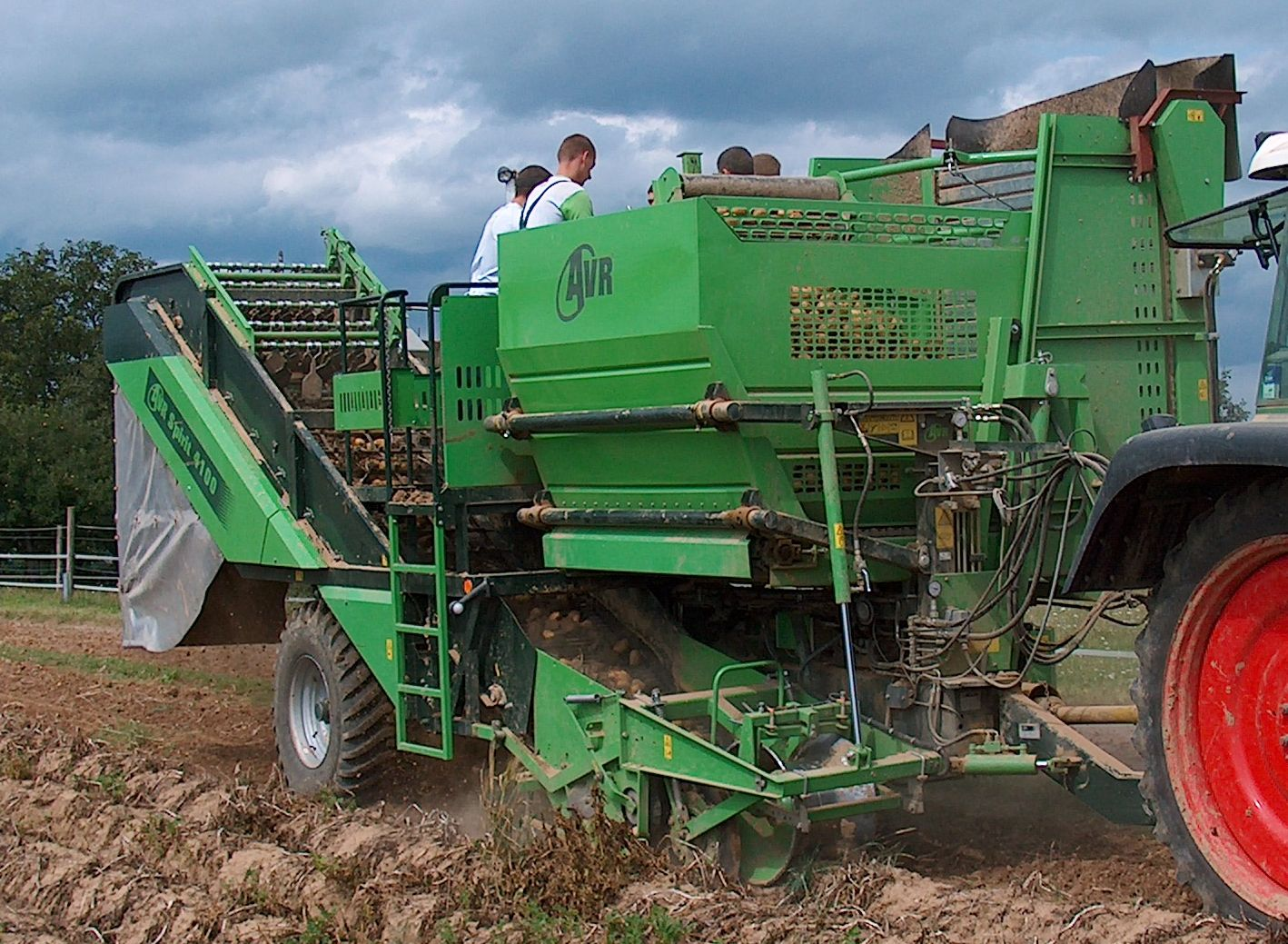
Recollidora de patates

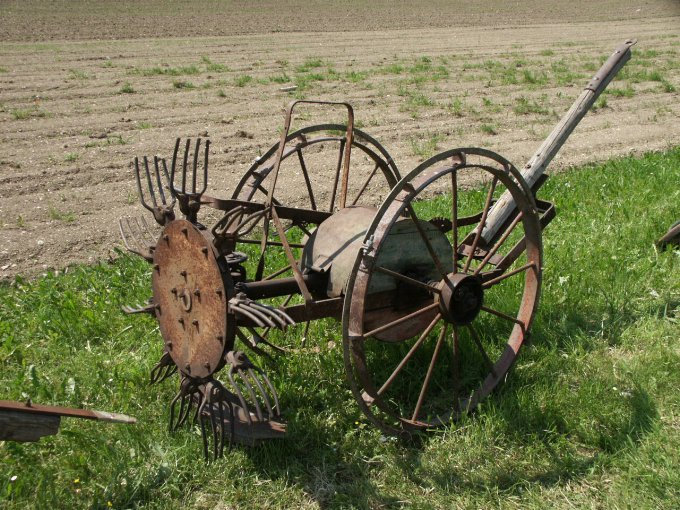
Antiga arrencadora amb forques

Una recol·lectora de patates és una màquina agrícola utilitzada per collir patates. Sovint es tracta de màquines combinades, arrrencadores-carregadores que també netegen i eliminen les pedres i els trossos de terra i altres impureses per a ser carregades en un remolc per tal de ser transportades. Poden anar accionades per un tractor o ser automotrius i operar sobre una renglera de patates o diverses de manera simultània.
Les màquines simplement arrencadores de patates aparegueren a la segona meitat del segle xix, i aleshores van ser la primera etapa de la mecanització de la collita de les patates. Abans es feia a mà, amb forques de dues o tres dents però això exigia un gran esforç físic i el rendiment d'aquesta feina era molt baix.